# 宮古田鎖インターチェンジ
宮古田鎖インターチェンジ（みやこたくさりインターチェンジ）は、岩手県宮古市田鎖にある宮古西道路のインターチェンジ（IC）である。

## 概要
ランプウェイはY型（準直結Y型）であり、平面交差がある。宮古西道路とは別に牛伏IC(仮称、宮古市老木)を経て当ICと蟇目IC(仮称、宮古市蟇目)を結ぶ田鎖蟇目道路が事業中である。

## 歴史
- 2019年（平成31年）3月30日：宮古中央IC - 宮古根市IC間開通に伴い供用開始[1][2]。

## 道路

### 本線
- 宮古西道路

### 接続する道路
- 直接接続
  - 岩手県道200号花輪千徳線

## 料金所
無料区間のため、設置されていない。

## 隣
宮古西道路
宮古中央IC - 宮古田鎖IC - 宮古根市IC
 田鎖蟇目道路
宮古田鎖IC - 牛伏IC（事業中、仮称）